# Dippach
Dippach (luxemburguès Dippech) és una comuna i vila a l'est de Luxemburg, que forma part del cantó de Capellen. Comprèn les viles de Dippach, Bettange-sur-Mess, Schouweiler i Sprinkange.

## Població
| Nacionalitat   | Població | %      |
| -------------- | -------- | ------ |
| luxemburguesos | 2.203    | 69,08% |
| Forasters      | 986      | 30,92% |
| - portuguesos  | 271      | 8,50%  |
| - francesos    | 148      | 4,64%  |
| - italians     | 149      | 4,67%  |
| - belgues      | 127      | 3,98%  |
| - alemanys     | 61       | 1,91%  |
| - iugoslaus    | 14       | 0,44%  |
| - altres       | 216      | 6,77%  |

## Evolució demogràfica
| Any        | Població |
| ---------- | -------- |
| 15/02/2001 | 3.189    |
| 01/01/2002 | 3.233    |
| 01/01/2003 | 3.234    |
| 01/01/2004 | 3.292    |
| 01/01/2005 | 3.360    |